# Pobrežje (Dubrovnik)
Pobrežje falu Horvátországban, Dubrovnik-Neretva megyében. Közigazgatásilag Dubrovnik községhez tartozik.

## Fekvése
A Dubrovnik városától légvonalban 3, közúton 7 km-re északnyugatra a Dubrovniki tengermelléken, a Dubrovnikból Mokošicán át a hercegovinai Grebcibe vezető út mellett fekszik.

## Története
Területe már ősidők óta lakott. Az itt élt első ismert nép az illírek voltak, akik az i. e. 2. évezredtől fogva éltek itt magaslatokon épített erődített településeken és kövekből rakott halomsírokba temetkeztek. Halomsírjaikból található egy a település határában is. Az illírek i. e. 35-ig uralták a térséget, amikor Octavianus hadai végső győzelmet arattak felettük. A Nyugatrómai Birodalom bukása után 493-tól a keleti gótok uralták a területet. 535-ben Dalmáciával együtt a Bizánci Császárság uralma alá került. A horvátok ősei a 7. században érkeztek Dalmáciába és csakhamar megalapították első településeiket. Ezek elsőként a termékeny mező melletti, ivóvízzel rendelkező helyeken alakultak ki. Pobrežje területe a 10. században a Raguzai Köztársaság része lett.
A Raguzai Köztársaság bukása után 1806-ban Dalmáciával együtt ez a térség is a köztársaságot legyőző franciák uralma alá került, de Napóleon bukása után 1815-ben a berlini kongresszus Dalmáciával együtt a Habsburgoknak ítélte. A településnek 1880-ban 35, 1910-ben 46 lakosa volt. 1918-ban az új szerb-horvát-szlovén állam, majd később Jugoszlávia része lett. A délszláv háború során 1991. október 1-jén kezdődött a jugoszláv hadsereg (JNA) támadása a Dubrovniki tengermellék ellen. Pobrežje fontos szerepet játszott a közeli Dubrovnik védelmében. Különösen október 17. és 27. között folytak súlyos harcok a birtoklásáért, míg végül 27-én elesett. Az elfoglalt települést a szerb erők kifosztották és felégették. 1992. májusáig lényegében lakatlan volt. A felszabadító harcok 1992 áprilisában és májusában tartottak és nagy áldozatokkal jártak. A háború után rögtön elkezdődött az újjáépítés. A településnek 2011-ben 118 lakosa volt, akik főként mezőgazdasággal, állattartással foglalkoztak.

## Népesség
| Lakosság változása | Lakosság változása | Lakosság változása | Lakosság változása | Lakosság változása | Lakosság változása | Lakosság változása | Lakosság változása | Lakosság változása | Lakosság változása | Lakosság változása | Lakosság változása | Lakosság változása | Lakosság változása | Lakosság változása | Lakosság változása |
| ------------------ | ------------------ | ------------------ | ------------------ | ------------------ | ------------------ | ------------------ | ------------------ | ------------------ | ------------------ | ------------------ | ------------------ | ------------------ | ------------------ | ------------------ | ------------------ |
| 1857               | 1869               | 1880               | 1890               | 1900               | 1910               | 1921               | 1931               | 1948               | 1953               | 1961               | 1971               | 1981               | 1991               | 2001               | 2011               |
| 0                  | 0                  | 35                 | 44                 | 47                 | 46                 | 0                  | 0                  | 33                 | 31                 | 32                 | 40                 | 0                  | 0                  | 89                 | 118                |

(Lakosságát 1857-ben, 1869-ben, 1921-ben és 1931-ben Petrovo Selohoz, 1981-ben és 1991-ben Dubrovnikhoz számították.)

## Nevezetességei
- Gradina, történelem előtti település maradványai.
- Mirinovo régészeti lelőhely.
- Ókori halomsír Miloševicán.

## Gazdaság
Gazdaságilag fejletlen elővárosi jellegű település. A helyi gazdaság  alapját a mezőgazdaság és az állattartás képezi. A település közelében található a térség egyik legnagyobb vágóhídja. A közelben építik a Ploče felől Dubrovnikba haladó autópályát, melynek megépülésétől a település gazdasági fellendülését remélik.